# Pterocaesio tessellata
Pterocaesio tessellata är en fiskart som beskrevs av Carpenter, 1987. Pterocaesio tessellata ingår i släktet Pterocaesio och familjen Caesionidae. Inga underarter finns listade i Catalogue of Life.